# Hobie Cat 16
La classe velica internazionale Hobie Cat 16 (HC16) è un popolare catamarano costruito dal cantiere Hobie Cat per le regate e la navigazione da diporto.
Questa barca è stata l'impulso che ha portato alla diffusione dei catamarani da spiaggia.
Introdotto nel 1971, l'Hobie Cat 16 è la seconda flotta al mondo per numero con oltre 115.000 barche prodotte, e la prima tra i catamarani.
La barca è caratterizzata dagli scafi con forma a banana con sezione asimmetrica, progettati per funzionare senza il bisogno di derive permettendo al catamarano di navigare fino alla battigia senza danneggiarsi. I timoni si sollevano automaticamente alzando la barra trasversale che li collega.
L'Hobie Cat 16 è costruito in Francia dal cantiere Hobie Cat e negli USA dal cantiere Hobie Cat America.
Il piano velico del HC16 prevede due vele, la randa e il fiocco. Esiste un kit che permette al HC16 di utilizzare un gennaker ma la classe lo prevede solo per le regate giovanili.